# Tokyo Xtreme Racer: Zero
Tokyo Xtreme Racer Zero es un juego de carreras desarrollado por Genki para PlayStation 2. A pesar de su nombre, se encuentra entre Tokyo Xtreme Racer 2 y Drift, y tiene sonido y gráficos mejorados. El juego fue lanzado en Japón como Shutokō Battle 0, pero también fue lanzado en Norteamérica. El juego fue lanzado en una versión PAL en Europa y Australia bajo el título Tokyo Xtreme Racer (que no debe confundirse con el título de Dreamcast del mismo nombre) .
Este es el primer juego de la serie que ha sido lanzado en una plataforma que no sea Dreamcast. Zero originalmente iba a ser lanzado en Dreamcast, pero luego fue cancelado y trasladado a PlayStation 2. La serie Tokyo Xtreme Racer ha producido un total de seis juegos, los primeros cuatro son localizaciones estadounidenses de los primeros cuatro Shutokou Battle y los dos últimos son localizaciones estadounidenses del primer y tercer juego de la serie Kaidō Battle.

## Jugabilidad
El juego no hace uso de las reglas regulares de carrera, sino que hace uso de las barras SP (Spirit Points), que consisten en "barras de salud" para el jugador y el rival cada uno. La barra de SP disminuye cuando uno golpea un obstáculo o está detrás de su oponente. El que se le acaba la barra de SP pierde la batalla. Si los vehículos contrarios toman rutas diferentes, la batalla terminará en empate.
El juego tiene una moneda en el juego llamada CP. El CP se puede obtener al participar en batallas con cualquier rival y luego se puede usar para comprar autos y repuestos.
El rendimiento del automóvil del jugador puede deteriorarse si decide no tomar medidas en las que conduce lentamente cuando no está en una carrera, o disminuye su nivel de impulso, especialmente cuando está en un automóvil turbo. Sin embargo, si el jugador regresa al garaje, se restablecerá el rendimiento de su automóvil.
El juego tiene una lista de 165 autos, todos los cuales no tienen licencia y tienen insignias modificadas para evitar los derechos de autor.

## Secuelas
El héroe derrota a todos los equipos, los 13 demonios, "Speed King" y "Zodiac". Luego, el jugador es desafiado por "???", en un Fairlady Z S30Z azul oscuro (basado en el Devil Z de Wangan Midnight) y también lo derrota.
La historia es seguida por la secuela Tokyo Xtreme Racer: Drift, en la que un novato desconocido comienza su carrera en carreteras difíciles. Esto también fue seguido por Tokyo Xtreme Racer 3, donde muchos corredores de Zero y Drift regresan con la adición de nuevos rivales en ubicaciones que abarcan desde Tokio, Nagoya y Osaka.

## Recepción
Jeff Lundrigan revisó la versión de PlayStation 2 del juego para Next Generation, calificándola con tres estrellas de cinco, y afirmó que "Esta serie tiene sus fans, y si podemos entendemos la atracción, no la compartimos".
El juego tuvo una recepción positiva, ya que GameRankings le otorgó una puntuación del 78,48 %, mientras que Metacritic le dio 76 de 100. En Japón, Famitsu le dio una puntuación de 34 sobre 40.